# The Promise (película de 2016)
The Promise es una película dramática e histórica estadounidense dirigida por Terry George, escrita por George y Robin Swicord y producida por Mike Medavoy junto con Eric Esrailian, Ralph Winter y William Horberg. Varias escenas de la película han sido grabadas en España en Águilas (Murcia), en La Cabrera (Madrid), en las poblaciones de Albarracín y Calomarde (Teruel), Jérica (Castellón) y Figueras (Gerona). Estrenada comercialmente en todos los cines de Estados Unidos el 21 de abril de 2017.

## Argumento
La historia se sitúa en los últimos días del Imperio Otomano (Genocidio Armenio) y se centra en un triángulo amoroso entre un estudiante de medicina en conflicto con las tradiciones (Oscar Isaac), un periodista norteamericano residente en París, mujeriego y amante del peligro extremo en estar en zonas de combate (Christian Bale); y una hermosa, amorosa y sofisticada mujer (Charlotte Le Bon).
Mikael es un boticario que vive en el pequeño pueblo armenio de Sirun en la parte sureste del Imperio Otomano. Con el fin de ayudar a pagar los gastos de la escuela de medicina, se promete a la hija de un vecino adinerado (Maral), recibiendo 400 monedas de oro como dote. Esto le permite viajar a Constantinopla y asistir a la Academia Médica Imperial.
Allí, se hace amigo de Emre, hijo de un alto funcionario turco. A través de su rico tío Mikael también conoce a Ana, una mujer armenia educada en París, que está involucrada libremente con un periodista estadounidense de la Associated Press, Chris Myers (Christian Bale). Mikael se enamora de Ana al tiempo que las tensiones internacionales comienzan a aumentar hasta el estallido de la Primera Guerra Mundial, y Ana le corresponde. Mikael se las arregla para evitar el reclutamiento en el ejército otomano a través de una exención estudiantil de medicina con la ayuda de Emre. Pero cuando trata de salvar a su tío de la cárcel durante las redadas del 24 de abril de 1915, es detenido y enviado a un campo de trabajos forzados en los montes Tauro.
Mikael escapa del campamento, regresando a su pueblo sólo para encontrar a los turcos que se han vuelto contra los armenios. Sus padres y, en particular su madre, lo persuaden de que se case con su prometida y busque refugio en una remota cabaña de montaña. Un embarazo difícil lleva a Mikael a traer a su esposa de vuelta al cuidado de su madre en el pueblo. Allí se entera de que Ana y Christopher están en una localidad cercana con la Cruz Roja y va a buscar ayuda para que su familia pueda escapar de la inminente amenaza turca.
Pero cuando regresan a su pueblo con ellos, se encuentran con el escenario de una masacre. Los turcos deportan al pueblo entero y matan a muchos habitantes, incluyendo a su familia y esposa, aunque su madre apenas sobrevive. Mikael y Ana se unen a un gran grupo de refugiados decididos a luchar contra el ejército otomano en el monte Musa Dagh el tiempo suficiente para escapar por la costa para que un buque de guerra francés llegue a rescatarlos. Pero a medida que los refugiados embarcan en chalupas hacia la nave, una disparo de artillería turca hace bambolear el bote y lanza a Ana y Yeva, la hija joven del tío de Mikael, por la borda. Mikael salta tras ellas y es capaz de rescatar a Yeva; pero Ana se ahoga.
Con voz de persona anciana, Mikael cuenta que adoptó a Yeva y juntos se establecieron en Watertown, Massachusetts. Durante la recepción de la boda de Yeva en 1942, con los huérfanos armenios que ahora han crecido, Mikael preside un brindis, deseando buena fortuna a sus familias y las generaciones venideras.

## Reparto
- Oscar Isaac como Mikael Boghosian
- Charlotte Le Bon como Ana Khesarian
- Christian Bale como Christopher "Chris" Myers
- Daniel Giménez Cacho como el padre Andreasian
- Shohreh Aghdashloo como Marta Boghosian
- Marwan Kenzari como Emre Ogan
- Angela Sarafyan como Maral
- Rade Šerbedžija como Stephan
- Tom Hollander como Garin
- Igal Naorcomo Mesrob
- Numan Acar como Mustafa
- Milene Mayer como Yeva
- Tamer Hassan
- Alicia Borrachero como Lena
- Abel Folk como Harut
- Jean Reno como el Almirante Louis Dartige du Fournet
- James Cromwell como Henry Morgenthau Sr.
- Jean Claude Ricquebourg
- Michael Stahl-David
- Mike Lundqvist
- Quique Medina[1]
- Mercedes Martínez Perán, armenia huida, acompaña a Christian Bale en una escena.